# Walter Raum
Walter Raum (* 2. Dezember 1923 in Hersbruck; † 19. August 2009 in Achmühle) war ein deutscher Maler, und charakteristischer Vertreter deutscher Nachkriegskunst.

## Leben
Raum wurde 1923 als mittleres Kind von Michael Raum und Kunigunde Raum in der Kleinstadt Hersbruck in Mittelfranken geboren. Die Eltern unterhielten vor Ort einen Malerhandwerksbetrieb. Nach der Volksschule absolvierte Raum von 1938 bis 1941 eine Lehre als Dekorationsmaler und übernahm nach dem Tod des Vaters im Frühjahr 1941 das elterliche Geschäft.
In November 1941 wurde der 17-Jährige zum Kriegsdienst eingezogen. Zuerst bei der Luftwaffe zur Sicherung von Flughäfen im besetzten Frankreich eingesetzt, kam er gegen Ende 1944 als Unteroffizier der Infanterie in den Heeresdienst an der Westfront. Im April 1945 im Spessart durch MG-Beschuss verwundet, wurde er von Bauern versorgt und blieb als Hilfe auf deren Hof über das Kriegsende hinaus – bis zum Sommer 1945. Sein Bruder Johannes fiel im April 1945. Die Erfahrung von Tod, Todesangst und Ohnmacht des Soldaten, der Kriegsmaschinerie ausgeliefert und schwer verwundet, prägte sein künstlerisches Werk.
Nach dem Krieg begann Raum das Studium der Malerei. Zunächst an der Akademie der Bildenden Künste in Nürnberg bei Hermann Wilhelm 1946–51, anschließend an der Akademie der Bildenden Künste in Karlsruhe bei Walter Becker 1951–52 und an der Akademie der Bildenden Künste in München bei Xaver Fuhr 1952–54.
Ab 1954 war Raum in München als freischaffender Maler tätig. Erst in einem Atelier in der Hohenwaldeckstraße, ab 1956 in der Wilhelmstraße. Die Teilnahme an der 29. Biennale in Venedig 1958, der 1. Biennale de Paris 1959, der 21. International Watercolor Biennale in New York 1960 und die folgenden Einladungen zu Ausstellungen der Nachkriegsavantgarde, bedeuteten dem jungen Maler signifikante Anerkennung und Bestätigung seiner künstlerischen Position.
1963 heiratete Raum Christine Maier-Leibnitz. 1965 kaufte das Paar ein Haus unweit des Starnberger Sees in Achmühle, im oberbayerischen Loisachtal, das bis zum Lebensende des Künstlers als Wohnung und Atelier diente. 1967 wurde Sohn Tobias geboren. Um als Vater außerhalb des Ateliers auf künstlerische Arbeit nicht zu verzichten, begann Raum intensiv zu zeichnen. Zunächst ein Hilfsmittel, später als bewusst gewähltes Medium wurde die Zeichnung substanziell für das Gesamtwerk.
Ein zweijähriger Lehrauftrag für Kunsterziehung an der Universität München markierte die Jahre 1973–75.
In den darauffolgenden drei Jahrzehnten entstand in der Abgeschiedenheit des Ateliers ein umfangreiches Werk mittel- und großformatiger Bilder.
Im Mai 2008 erkrankte der 84-jährige Maler schwer. Ein Jahr später starb Raum in seinem Haus in Achmühle.

## Werk
Für Raum war Malerei Weltaneignung, sie diente der Erkenntnis und der Erkundung der Sinnhaftigkeit menschlicher Existenz. Sie war seine Selbstbehauptung angesichts eines von Skepsis geprägten Weltbildes. Diesem liegen maßgeblich seine leidvollen Erfahrungen im Krieg und die intensive Beschäftigung mit der Philosophie des Existentialismus zugrunde. Empfundene Ohnmacht ist bei Raum sowohl im real historischen wie auch im metaphysischen Kontext zu verstehen. Dem Gefühl der Nichtigkeit des Menschen, als in die Welt geworfenes Wesen, kann nur die gestalterische, formende Kraft entgegenwirken – die künstlerische Formulierung als Behauptung des Malers.
Farb- und Materialwahl sowie Formensprache im Werk von Raum sind konsequenter Ausdruck lebenslanger Auseinandersetzung mit existentiellen Themen. So ist es auch zu verstehen, dass Bildfindungen der späten fünfziger Jahre immer wieder neu formuliert wurden und eine dem künstlerischen Gesamtwerk immanente Logik ergeben.
Die erste Werkphase Raums wurde stark vom Informel geprägt, die Malerei ist gegenstandslos, gestisch-expressiv. Die frühen Erfolge – wie die Teilnahme an der Biennale in Venedig 1958 – bewirkten, dass seine sichere informelle Handschrift mit neuen Ausdrucksformen bereichert wurde, um sein künstlerisches Anliegen noch authentischer zeigen zu können. So wurde die Malerei objekthafter. Materialbilder mit pastosem Farbauftrag, erdigen Tönen, Sand und Textil zeigen rätselhafte Landschaften.
Ab 1965 verweisen experimentelle Leinwandarbeiten mit reinen Farben und Schriftzeichen auf die Sehnsucht nach Leichtigkeit und Spontaneität. Gegenstände erscheinen im Bild, die Komposition bleibt dennoch abstrakt.
In dem Zeitraum Ende 60er bis Mitte 80er Jahre ist die Zeichnung ein Hauptmedium in Raums künstlerischem Schaffen. Sie ist autonomes Kunstwerk, Konzeptskizze und Gestaltungselement. Auch in den Papierarbeiten behält Raum den dynamischen Duktus seiner Malerei, verzichtet jedoch ganz auf die Farbe. Zielscheiben und Durchschüsse zeigen die fortwährende Bedrohung menschlicher Existenz. Häufig verwendete Motive wie verschlossene Türen, Fenster und Wände symbolisieren Bedrängnis und Enge, statt Schutz und Sicherheit, sie steigern den Eindruck des Unbehaglichen.
In der Serie der ‘Wundbilder’ erfolgte 1983 die intensive malerische Auseinandersetzung mit den Kriegserlebnissen in der Darstellung von Verwundung und Tod. Bildmotive und Farbigkeit lassen verletzte Leiber, Blut und Sterben assoziieren. Als der Golfkrieg 1991 ausbrach, reagierte Raum mit der Bilderserie „Tage des Golf“. In der Werkgruppe „Die Ohnmacht des Malers“ 1991–92 befasste er sich mit der Nichtigkeit des Menschen.
Die Situation des Künstlers in der Abgeschiedenheit der Werkstatt thematisierte Raum in den ‘Atelierbildern’ 1985–1998. Malutensilien, persönliche Gegenstände und eigene Kleidungsstücke werden in die Großformate montiert – Walter Raum, der Künstler, ist gleich mit seinem Werk.
In nahezu allen Schaffensperioden verwendete Raum immer wieder skripturale Elemente. Ihre Funktion variiert: Schrift als Textfragment, Schrift als Kalligraphie unterstützt die Gestaltung. Direkten Einzug mit inhaltlichem Bezug findet Hölderlins Hyperion ins malerische Werk (Bildzyklus „Doch uns ist gegeben …“ 1998/99).
Gleichermaßen wiederkehrendes Element seiner Bildsprache ist die Verwendung von collagierten Zeitungsausschnitten als Spur der Außenwelt und als Dokument zeitgeschichtlicher Ereignisse.
Im Spätwerk schöpft Raum aus der Gesamtheit persönlicher und künstlerischer Erfahrung: „Heute habe ich keine Vorbilder mehr. Mein Vorbild bin ich selbst.“

## Walter Raum: Zu meiner Arbeit
Anlässlich des 80. Geburtstages des Künstlers 2003 richtete die Städtische Galerie Rosenheim eine Retrospektive aus. In dem Buch zur Ausstellung äußerte sich Raum folgendermaßen:
„Sichtbarmachung existentieller Hintergründe ist das, worum es mir als Maler geht. Es sind meine ganz persönlichen Bedingtheiten im Leben, die in meiner Bildwelt zur Sprache kommen.
Eingeschlossen zwischen Geburt und Tod läuft unser Leben als eine Folge von Aktionen und schicksalhaften Ereignissen ab, auf die wir nur zum Teil Einfluss haben. Daraus resultieren 'Welt- und Lebenserfahrungen' und deren gedankliche Verarbeitung. Gefühle, Befindlichkeiten und Stimmungen bestimmen im Weiteren unser Sein. Dies sichtbar zu machen ist mein Bemühen. Die Malerei ist das Mittel dazu, die Bilder sind die Ergebnisse.
Sie entstehen aus teils bewussten und teils unbewussten Aktionen. Köpfe, Hände, Schriftzeichen und andere Symbole sowie Zeitungsausschnitte vom Tag der Bildentstehung und Bildelemente, von denen ich meine, dass sie meine Absicht sichtbar machen. Die genaue Bedeutung eines jeden Bildes, über das vordergründig Dargestellte hinaus, ist auch mir letztendlich nicht bewusst. Die Bilder entstehen intuitiv mit teils unbewusstem Hintergrund, entsprechend einer zum Zeitpunkt des Entstehens in mir vorhandenen Grundstimmung. Eindrücke von Sinn- und Hoffnungslosigkeit im Leben mögen diesen Hintergrund mitbestimmen. Vieles Andere wird wirksam sein.
Genau analysieren kann und will ich das nicht.
Vielleicht sind meine Bilder auch nichts anderes, als ein Zeichen des 'Ich bin', als Behauptung im Leben.
Daraus resultiert die Notwendigkeit, immer neue Bilder zu machen, die mein In-der-Welt-Sein und dessen Veränderungen zum Inhalt haben. Darin sehe ich meine Aufgabe als Maler.“

## Werke in Museen und öffentlichen Sammlungen
- Bayerische Staatsgemäldesammlungen, München
- Städtische Galerie im Lenbachhaus, München
- Staatliche Graphische Sammlung, München
- Kunsthalle, Nürnberg
- Städtische Galerie, Rosenheim
- Bayerisches Staatsministerium für Unterricht, Wissenschaften und Kunst, München
- Finanzamt Rosenheim

## Werke im öffentlichen Raum
- Evangelisch-Lutherische Kreuzkirche Eschenbach, Glasfenstergestaltung, 1962
- Technische Universität München – Institut für Maschinenwesen, Treppenhaus: Glasfenster zusammen mit Rupprecht Geiger, Fritz Harnest und Reinhard Omir, 1964
- Erlöserkirche Bayreuth, Glasfenstergestaltung, 1966
- Evangelisch-Lutherische Friedenskirche Dietfurt, Glasfenstergestaltung, 1969

## Preise und Auszeichnungen
- 1963: Burda-Preis im Herbstsalon im Haus der Kunst München.
- 1984: Kunstpreis Kunstverein Rosenheim
- 1996: Bundesverdienstkreuz am Bande
- 1998: Seerosenpreis der Stadt München

## Mitgliedschaften
- Ab 1968 Mitglied des Deutschen Künstlerbundes
- Ab 1986 Mitglied der Münchener Secession und des BBK München und Oberbayern

## Einzelausstellungen (Auswahl)
- 1958 Pavillon Alter Botanischer Garten, München
- 1959 Galerie Hella Nebelung, Düsseldorf
- 1961 Zimmergalerie Franck, Frankfurt am Main
- 1981 Kunstverein Nürnberg, Nürnberg
- 1984 Galerie Bernd Dürr, München
- 1986 Städtische Galerie, Rosenheim
- 1986 Secession Galerie, München
- 1988 Kunstverein Gauting
- 1989 Verein für Originalradierung, München
- 1994 Galerie Bernd Dürr, München (mit Jürgen von Hündeberg)
- 1995 Neue Galerie Landshut
- 1995 Kunstverein Augsburg
- 1997 Kunsthaus Nürnberg
- 1998 Kunstverein Rosenheim
- 1999 Rathausgalerie, München
- 2003 „Weg zu mir, Arbeiten 1958–2003“, Städtische Galerie Rosenheim[7]
- 2005 Otto-Galerie, München[8]
- 2009 Kunstverein Rosenheim
- 2010 Pavillon Alter Botanischer Garten, München[9]
- 2017 Galerie Bernd Dürr, München (mit Jürgen von Hündeberg)
- 2017 Kunst und Kulturforum Pfarrkirchen
- 2019 Katholische Akademie Bayern, München
- 2020 Kunstmuseum Hersbruck
- 2021 Staats- und Universitätsbibliothek Hamburg Carl von Ossietzky
- 2022 Kunsthaus Marstall Berg[10]
- 2022 Kulturzentrum Pullach
- 2024 Kunst und Kulturforum Pfarrkirchen

## Gruppenausstellungen (Auswahl)
- 1958 29. Biennale Venedig
- 1958 „Deutsche Malerei der Gegenwart“, Salon de Sud-Est, Lyon
- 1959 „Deutsche Kunst 1959 II“, Staatliche Kunsthalle Baden-Baden
- 1959 „Die neue Generation“, Kunstverein Hannover
- 1959 1. Biennale de Paris, Musée d’art moderne, Paris
- 1960 21. International Watercolor Biennale, Brooklyn Museum, New York
- 1964 „Salon Comparaisons“, Paris
- 1965 „Junge Fränkische Künstler“, Albrecht Dürer Gesellschaft, Nürnberg
- 1965 „Young German Artists“, Karl Schurz Gesellschaft, Philadelphia
- 1965 „Hommage à Franz Roh“, Kunstverein München
- 1966 „Kunst der Graphik in und um München“, Staatliche Graphische Sammlung, München
- 1967 „Collage 67“, Städtische Galerie im Lenbachhaus, München
- 1968 „Collage 67“, Kunsthalle Recklinghausen
- 1973 „Fränkische Künstler 73“ Kunsthalle Nürnberg
- 1975 „Kritik und Kunst“, Kunstverein München
- 1976 „Salon de Populiste“, Musée du Luxembourg, Paris
- 1982 „Kontraste“, Sofia
- 1984 „Bayerische Kunst unserer Tage“, Künstlerhaus Wien
- 1985 „Einzelgänger 1955–1985“, Galerie der Künstler München
- 1986 „Bayerische Kunst unserer Tage“, Ernst Museum, Budapest
- 1988 Printstudio Glasgow
- 1990 „Grenzbereiche der Druckgrafik“, Generalshuis, Maastricht
- 1991 „Schwarzweiß in der Fläche“, Darmstädter Secession, Darmstadt
- 1991 „Intergrafia“, Kattowitz
- 1991 „Internationale Grafik Triennale“, Krakau
- 1992 „Bayerische Kunst unserer Tage“, Breslau
- 1993 Badischer Kunstverein, Karlsruhe
- 1994 „Nationale der Zeichnung“, Augsburg
- 1995 „Jung nach 1945“, Kunsthalle Nürnberg, Schloß Stein
- 1998 „Bayerische Kunst unserer Tage“, Bratislava
- 2007 Münchner Secession à Palazzo Albrizzi, Venedig
- 2008 Galerie Josephski-Neukum, Issing
- 2014 Stadtgalerie Mannheim
- 2017 Galerie der Künstler, München
- 2017 Galerie Bernd Dürr, München
- 2020 Galerie Opdahl, München

Regelmäßige Beteiligung an den Ausstellungen des Deutschen Künstlerbundes und der Großen Kunstausstellung im Haus der Kunst, München.